# Фролово (Западнодвинский район)
Фролово — деревня в Западнодвинском районе Тверской области России. Входит в состав Ильинского сельского поселения.

## География
Деревня расположена в южной части района. Примыкает к посёлку Ильино. На востоке протекает река Билейка. Расстояние до районного центра, города Западная Двина, составляет 55 км.

## История
На топографической карте Фёдора Шуберта, изданной в 1865 году, населённый пункт не обозначен.
До 2005 года деревня входила в состав упразднённого в настоящее время Ленинского сельского округа, с 2005 — в составе Ильинского сельского поселения.

## Население
| 2010 |
| ---- |
| 125  |

В 2002 году население деревни составляло 163 человека.
Национальный состав
Согласно результатам переписи 2002 года, в национальной структуре населения русские составляли 99 % от жителей.